# Dicrochile anchomenoides
Dicrochile anchomenoides is een keversoort uit de familie van de loopkevers (Carabidae). De wetenschappelijke naam van de soort is voor het eerst geldig gepubliceerd in 1846 door Guerin-Meneville.